# Drosselhardt
Drosselhardt im Oberbergischen Kreis ist eine von 51 Ortschaften der Stadt Wiehl im Regierungsbezirk Köln in Nordrhein-Westfalen (Deutschland). 

## Lage und Beschreibung
Der Ort liegt zwischen den  Orten Oberholzen im Norden und Oberwiehl im Süden und ist in Luftlinie rund 1 km vom Stadtzentrum von Wiehl entfernt. Drosselhardt liegt südlich der Bundesautobahn 4.

## Geschichte
Drosselhardt ist eine in der ersten Hälfte des 20. Jahrhunderts entlang der Straße von Wiehl nach Oberholzen aufgereihte Häusergruppe in zeittypischer Bauart der Kleinsiedlerheime (ursprünglich mit Stall für Kleintierhaltung). Der Ortsname geht vermutlich auf eine alte Flurbezeichnung zurück.